# Filip Mihaljević (Fußballspieler)
Filip Mihaljević (* 9. März 1992 in Zagreb) ist ein kroatischer Fußballspieler.

## Karriere

### Verein
Mihaljević begann seine Karriere beim NK Špansko. Im Januar 2009 wechselte er in die Jugend von Dinamo Zagreb. Zur Saison 2011/12 wechselte er leihweise zum Zweitligisten NK Sesvete. Dort kam er zu 22 Einsätzen in der 2. HNL, in denen er sieben Tore erzielte. Die Saison 2012/13 verbrachte er auf Leihbasis bei Lokomotiva Zagreb, für den er jedoch nicht zum Einsatz kam. Daraufhin wurde er zur Saison 2013/14 ein zweites Mal an Sesvete verliehen, wo er zu 25 Zweitligaeinsätzen kam, in denen er sechs Tore erzielte. Zur Saison 2014/15 wurde er nach Bosnien und Herzegowina an den NK Široki Brijeg verliehen. Für Široki Brijeg kam er zu sieben Einsätzen in der Premijer Liga, in denen er zwei Tore erzielte. Nach einem halben Jahr in Bosnien und Herzegowina kehrte er im Januar 2015 nach Kroatien zurück und wurde an den NK Slaven Belupo Koprivnica verliehen. Bis Saisonende absolvierte Mihaljević elf Spiele in der 1. HNL für Slaven Belupo. Nach weiteren fünf Einsätzen in der Saison 2015/16 wurde er im Januar 2016 ein drittes Mal an Sesvete verliehen, wo er diesmal zu elf Einsätzen in der 2. HNL kam.
Nach fünf Jahren als Leihspieler bei anderen Vereinen kehrte er zur Saison 2016/17 zu Dinamo Zagreb zurück, wo er für die zweitklassige Zweitmannschaft 16 Spiele absolvierte. Im Februar 2017 verließ er den Verein schließlich endgültig und wechselte ein zweites Mal zum Ligakonkurrenten Lokomotiva Zagreb, für den er vier Spiele in der 1. HNL machte. Im Januar 2018 wechselte Mihaljević nach Bulgarien zu Lokomotive Plowdiw. Bis zum Ende der Saison 2017/18 kam er zu zwölf Einsätzen für Lokomotive, in denen er vier Tore erzielte. Nach weiteren fünf Einsätzen zu Beginn der Saison 2018/19 wechselte er im August 2018 nach Polen zum Drittligaaufsteiger Widzew Łódź. Bis Saisonende kam er zu 17 Einsätzen in der 2. Liga. Nachdem er in der Saison 2019/20 nicht mehr zum Einsatz gekommen war, verließ er Łódź im Januar 2020.
Einen Monat später schloss er sich dann bis zum Jahresende dem kambodschanischen Erstligisten Visakha FC an und gewann dort den nationalen Pokalwettbewerb. Nach seiner Rückkehr spielte Mihaljević sechs Monate für Viertligist Seregno Calcio in Italien und seit dem Sommer 2021 steht er beim heimischen Zweitligisten NK Kustošija Zagreb unter Vertrag.

### Nationalmannschaft
Von 2010 bis 2011 absolvierte Mihaljević insgesamt sieben Spiele für diverse kroatische Jugendnationalmannschaften, in denen er alle eingewechselt wurde.

## Erfolge
- Kambodschanischer Pokalsieger: 2020